# 鶯斎梅児
鶯斎 梅児（おうさい うめじ、生没年不詳）とは江戸時代の浮世絵師。

## 来歴
歌川芳梅の門人であるが、生没年、閲歴、本名など詳細については未詳である。大判の錦絵「福助図（有卦絵）」が知られる。画風には江戸風を守りながらも上方風も認められる。
梅の本鶯斎の別名とする資料もある。